# بيخا
بيخا أو بيش هي مدينة من مدن كوسوفو. يبلغ عدد سكانها 97776 نسمة وذلك حسب إحصائيات سنة 2014. يبلغ ارتفاع المدينة عن سطح البحر قرابة 550 متر. تبلغ مساحتها 603 كم².

## المناخ
يظهر الجدول التالي التغييرات المناخية على مدار السنة لبيخا:
| البيانات المناخية لـبيخا                               | البيانات المناخية لـبيخا | البيانات المناخية لـبيخا | البيانات المناخية لـبيخا | البيانات المناخية لـبيخا | البيانات المناخية لـبيخا | البيانات المناخية لـبيخا | البيانات المناخية لـبيخا | البيانات المناخية لـبيخا | البيانات المناخية لـبيخا | البيانات المناخية لـبيخا | البيانات المناخية لـبيخا | البيانات المناخية لـبيخا | البيانات المناخية لـبيخا |
| الشهر                                                  | يناير                    | فبراير                   | مارس                     | أبريل                    | مايو                     | يونيو                    | يوليو                    | أغسطس                    | سبتمبر                   | أكتوبر                   | نوفمبر                   | ديسمبر                   | المعدل السنوي            |
| ------------------------------------------------------ | ------------------------ | ------------------------ | ------------------------ | ------------------------ | ------------------------ | ------------------------ | ------------------------ | ------------------------ | ------------------------ | ------------------------ | ------------------------ | ------------------------ | ------------------------ |
| الدرجة القصوى °م (°ف)                                  | 15.4 (59.7)              | 22.6 (72.7)              | 25.0 (77.0)              | 28.0 (82.4)              | 31.5 (88.7)              | 35.8 (96.4)              | 38.2 (100.8)             | 35.9 (96.6)              | 34.1 (93.4)              | 28.3 (82.9)              | 22.9 (73.2)              | 18.9 (66.0)              | 38.2 (100.8)             |
| متوسط درجة الحرارة الكبرى °م (°ف)                      | 2.8 (37.0)               | 6.0 (42.8)               | 10.9 (51.6)              | 16.1 (61.0)              | 20.9 (69.6)              | 24.1 (75.4)              | 26.5 (79.7)              | 26.4 (79.5)              | 22.7 (72.9)              | 16.9 (62.4)              | 10.1 (50.2)              | 4.5 (40.1)               | 15.7 (60.3)              |
| المتوسط اليومي °م (°ف)                                 | −0.5 (31.1)              | 2.1 (35.8)               | 6.4 (43.5)               | 11.2 (52.2)              | 15.9 (60.6)              | 19.0 (66.2)              | 21.1 (70.0)              | 20.8 (69.4)              | 17.2 (63.0)              | 11.8 (53.2)              | 5.9 (42.6)               | 1.2 (34.2)               | 11.1 (52.0)              |
| متوسط درجة الحرارة الصغرى °م (°ف)                      | −3.6 (25.5)              | −1.5 (29.3)              | 2.0 (35.6)               | 6.1 (43.0)               | 10.3 (50.5)              | 13.3 (55.9)              | 15.0 (59.0)              | 14.8 (58.6)              | 11.5 (52.7)              | 6.8 (44.2)               | 2.3 (36.1)               | −1.8 (28.8)              | 6.3 (43.3)               |
| أدنى درجة حرارة °م (°ف)                                | −24.8 (−12.6)            | −19.3 (−2.7)             | −13.6 (7.5)              | −3.8 (25.2)              | 0.6 (33.1)               | 3.5 (38.3)               | 6.7 (44.1)               | 5.2 (41.4)               | −1.2 (29.8)              | −4.8 (23.4)              | −15.3 (4.5)              | −15.2 (4.6)              | −24.8 (−12.6)            |
| الهطول مم (إنش)                                        | 85.9 (3.38)              | 71.5 (2.81)              | 65.2 (2.57)              | 67.2 (2.65)              | 68.2 (2.69)              | 53.0 (2.09)              | 54.7 (2.15)              | 48.0 (1.89)              | 52.1 (2.05)              | 75.3 (2.96)              | 118.2 (4.65)             | 91.4 (3.60)              | 850.7 (33.49)            |
| متوسط أيام هطول الأمطار (≥ 0.1 mm)                     | 12.0                     | 12.3                     | 11.3                     | 11.5                     | 13.0                     | 13.2                     | 9.9                      | 8.7                      | 8.1                      | 9.5                      | 12.3                     | 13.3                     | 135.1                    |
| متوسط الأيام المثلجة                                   | 8.1                      | 6.0                      | 3.7                      | 0.6                      | 0.0                      | 0.0                      | 0.0                      | 0.0                      | 0.0                      | 0.1                      | 2.0                      | 6.5                      | 27.0                     |
| متوسط الرطوبة النسبية (%)                              | 81                       | 75                       | 68                       | 63                       | 64                       | 64                       | 60                       | 60                       | 67                       | 73                       | 81                       | 83                       | 70                       |
| ساعات سطوع الشمس الشهرية                               | 69.5                     | 93.3                     | 143.0                    | 172.0                    | 207.8                    | 257.7                    | 274.3                    | 264.9                    | 206.3                    | 152.6                    | 86.8                     | 55.3                     | 1٬983٫5                  |
| المصدر: Republic Hydrometeorological Service of Serbia |                          |                          |                          |                          |                          |                          |                          |                          |                          |                          |                          |                          |                          |

## توأمة
لبيخا اتفاقيات توأمة مع كل من:
- جيلان
- توبولسك
- نيلوفر
- براني (12 أبريل 1998 - )

## أعلام
- رانكو بوبوفيتش
- إينيس ماحموتوفيتش
- جيتون كلمندي
- ميلوتن سوسكيتش
- مايليندا كليميندي